# Ардијејци
Ардијејци (антгрч.  — Ардијеји или ; лат. Vardiaei, Vardaei — Вардеји) били су илирско племе које је живело у јадранском залеђу уз реку Неретву у близини Коњица, касније су се одселили на Јадранско море. Полибије о њима пише да су они учествовали и у Првом илирском рату 229. п. н. е. и да су тад поразили Римљане. Апијан из Александрије пише о њима да су их уништили Автаријати. О њиховој пропасти писао је и Тит Ливије.
Живели су и на територији Црне Горе, највероватније око Рисанскег залива, иако Страбон за њих каже да су пре тога насељавали десну обалу Неретве од Коњица у садашњој Босни и Херцеговини.
Претпоставља се да је ово назив за племенски савез већег броја племена која су живјела на ширем простору, а у коме су доминирали Ардијеји. У римским изворима, прилично контрадикторним, помињу се у области око ријеке Неретве, према острву Хвару, као и дуж обале Јадранског мора, између ушћа Неретве и Рисна (Rhizon) до Ризонског залива (Бока которска). Познати су у Првом илирском рату (229—228. године прије наше ере) када је на њих мотрио један од римских конзула, као и у уговору о закључивању мира између последњег македонског краља Филипа V и Етолаца (209. године ст. ере).
Страбон наводи да су се простирали до панонских племена. Теопомп помиње ратно лукавство Келта употребљено према Ардијејима. Племе се претежно бавило сточарством и гусарењем, док је земљорадња била мање заступљена.
По Плинију су познати као ранији пљачкаши Италије (лат. "Populatoresque quondam Italiae Vardaei non amplius quam XX decuriis..."). Ово племе због честих напада на римску власт бива пресељено даље од Јадранског мора, у унутрашњост (послије 135. године прије нове ере) и присиљено да се бави земљорадњом, којој нису били вични. То је проузроковало њихово пропадање.